# Roccatederighi
Roccatederighi is een plaats (frazione) in de Italiaanse gemeente Roccastrada.